# Skandinaviske halvø
Den skandinaviske halvø består af Norge og Sverige. Sammen med Danmark udgør den Skandinavien. "Skandinavien" kan også betyde den skandinaviske halvø, men dette bruges kun i streng geografisk forstand.
63°N 14°Ø / 63°N 14°Ø